# Ikonsaaret
Ikonsaaret är en ö i Finland. Den ligger i sjön Piispajärvi och i kommunen Suomussalmi i den ekonomiska regionen  Kehys-Kainuu  och landskapet Kajanaland, i den nordöstra delen av landet, 600 km norr om huvudstaden Helsingfors. Öns area är 0,6 hektar och dess största längd är 150 meter i sydväst-nordöstlig riktning.  Notera att namnet antyder att det är fråga om flera öar.